# 你猜你猜你猜猜猜
《你猜你猜你猜猜猜》是台灣中國電視公司播出的綜藝節目，簡稱《你猜》，2011年3月12日首播，主要製作人是王偉忠、詹仁雄，前身為台灣長青綜藝節目《我猜我猜我猜猜猜》。
由於收視率一直沒有太大起色，中視決定自2012年7月28日起，先暫停兩周改播2012年倫敦奧運特別節目(7月28日、8月4日)，再播出最後2集(8月11、18日)後喊停，改由歐漢聲另開新節目《達人總動員》接替。

## 節目單元

### 《假的不能真》
本單元是製作單位將《我猜》時期的〈真的假不了〉重新包裝而成。
單元開場：「每個人平均一天會說四個謊話，但是某些細微的身體語言卻透露出他在說謊。眼睛朝左看是回憶，眼睛朝右看是編織謊言。用手遮住嘴巴，則是想要掩飾自己正在說謊。抓耳朵的動作，是在說謊時內心焦慮的象徵。本單元會邀請三位在台灣的特殊奇人異士，但其中一個是說謊的。來賓必須從他們的訪談中去推測誰說的是謊話。」

### 《有問題合唱團》
由班主任吳宗憲、助教侯佩岑、以及客座教授帶領團員們一同來教大家各種類型歌曲的技巧，並視當集主題而會有相關題目讓來賓回答。

### 《FACE不可》
知名社群網站Facebook創辦人馬克·祖克柏（Mark Zuckerberg）在創辦Facebook之前，他將全校女生的照片以兩兩PK（對比）的方式讓同學們投票，選出最後理想的類型，在當時造成轟動。
由此可見，當人類面臨二選一時，最能夠展露內心渴望。
因此本單元秉持二選一的概念，邀請50位鄉民團進行二選一投票，高票者勝出，低票者則必須淘汰並走出攝影棚。

### 《我變我變我變變變》
隨著社會風氣開放，各種傳統的性別觀念也被一一打破，不僅如此，部分時下年輕人也偏好中性打扮。
本單元分兩階段進行：
- 線索一：奇蹟美照
- 線索二：身形曲線+肌膚觸感

### 《以貌取人》
本單元為外景單元。主持人在街上攔下路人，然後主持人出題目，最接近者即可獲得勝利。

## 贈獎活動
節目每周首播並在第二個小時播出約在第三次與第四次廣告破口時，會以Facebook作為發問問題回答平台，只要在隔天00:30以前回答就有機會獲得當集獎品，但只限定台灣網友可參與。

## 特別企劃

### 〈金好球獎爭霸賽〉
單元開場白：「它是演藝圈諧星的最高榮耀；它的美，連綜藝天王都不禁落淚。就是它－金好球獎。《你猜》特別企劃，金好球獎爭霸賽，FIGHT FOR HONOR。」
本企劃由四組藝人搞笑演出。比賽規則為先由現場五位特別來賓淘汰表現最不好笑的藝人參賽者一組，剩下來的三組由現場50名觀眾評審進行投票選出第一名。本企劃取代原先《FACE不可》單元的播出，共舉辦兩屆。
第一屆2011年5月21日
第二屆2011年6月4日

### 〈夜市 Yes or No 美食大搜查〉
士林夜市篇
2011年5月28日播出的特別企劃。
由郭彥甫擔任外景主持人，介紹揚名國際的台灣美食小吃與「夜市文化」。首先介紹涼麵、炸雞排，並在棚內介紹比薩雞排、涼麵、鹹水雞，並由主持人發問現場來賓「比薩命名由來」，答對方可享受第一階段的美食。接著外景介紹排隊一小時的銅鑼燒、雪白爆烤米餅、以日式串炸製作的巧克力香蕉。現場也同時將小吃帶回現場，以「炸出的巧克力香蕉熱量是否比培根蘆筍高」為題，答對方可享受第二階段的美食。故本集沒有《FACE不可》單元播出。
樂華夜市篇
2011年6月11日播出的特別企劃。
本次的特派員由米可白擔任外景主持人，搜尋出人氣紅不讓的「隱藏版」小吃。遊戲規則是，現場來賓必須答對指定問題才可品嘗。第一階段介紹必等30分鐘的碳烤雞腿、碳烤雞胗與一位難求的港式爆漿臭豆腐，本階段以「咀嚼花生米就能消除異味」為題，答對方可享受第一階段的美食。接下來登場的是超人氣鹹酥雞、日賣兩千隻的超夯羊肉串，之後主持人問「九層塔是否又稱為『十里香』」為題，答對方可享受第二階段的美食。故本集沒有《FACE不可》單元播出。
老饕藝人推薦篇
2011年6月18日播出的特別企劃。
由五位知名藝人推薦的各地夜市美食的小吃，並由大元擔任外景主持品尋找試吃。首先由納豆推薦在饒河夜市自創什麼都包的熊手包，接著是許傑輝推薦位於寧夏夜市的環記麻油雞與雙腰，然後是安心亞推薦基隆廟口會上癮的阿華咖哩炒麵。第一階段回到攝影棚，現場由主持人以「咖哩是否為釋迦牟尼發明的食物」為題，答對方可享受第一階段的美食。第二階段阿ken介紹的饒河夜市泰式酸辣香蕉煎餅與泰式奶茶、由白雲介紹的林口街夜市上等肩胛肉的施家魯肉飯，以「香蕉皮是否有抗憂鬱的作用」為題，答對方可享受第二階段的美食。故本集沒有《FACE不可》單元播出。
一中商圈篇
2011年7月16日播出的特別企劃。
本次的特派員由袁艾菲擔任外景主持人，搜尋出人氣的夜市美食。遊戲規則是，現場來賓必須答對指定問題才可品嘗。第一階段介紹滷味、多多綠、包餡雞蛋糕與票選第一名的黃金雞排。第一階段以滷味攤有幾種滷味的食材為題，答對方可享受第一階段的美食滷味。第二階段主持人問「寒天是從哪種藻類萃取的」，答對方可享受第一階段的美食包餡雞蛋糕。第三階段主持人問〈城門城門雞蛋糕〉這首童謠中的歌詞為題，答對方可享受的美食。
花園夜市篇
2011年7月30日播出的特別企劃。
本次的特派員由吳怡霈擔任外景主持人。

### 〈一鳴金人〉
單元開場：每人都有15分鐘成名的機會；不管你來自哪裡，只要你擁有特殊才藝，就有機會站上你猜舞台一較高下。比賽規則為由現場五位特別來賓在每個人進行完才藝後進行投票(實際上是評分)來選出第一名。此單元目前已播過三次
2011/07/02(主題:校園風雲人物)
2011/07/09(主題:外國人台語歌唱大賽)
2011/07/30(主題:明星二代才藝大對決)

## 節目列表

### 2011年
| 日期     | 我變我變我變變變主題                                     | 來賓                                                                                     | 收視率 |
| 03月12日 | 真假佩岑猜一猜                                           | 琳恩、Makiyo、翁滋蔓、明道、王尹平、宋新妮、趙正平、豆花妹、書偉、林若亞、高英軒、賀軍翔 | 1.08   |
| 03月19日 | 四人裡 誰才是男兒身?                                     | 張心傑、紀文惠、江志豐、張秀卿、郭鑫、林立雯                                             | 1.39   |
| 03月26日 | 三位美男中誰是女兒身?                                    | 炎亞綸、Ruby、納豆、方志友、秀琴、郭彥甫                                                 | 1.44   |
| 04月2日  | 誰是年近半百的辣嗎?                                      | 夏宇童、王彩樺、Vicky、陳婉若、林凡                                                      | 1.23   |
| 04月9日  | 三位美女中誰是男子漢?                                    | 米可白、阿Ken、紀文蕙、王宏恩、芮斯、曾昱嘉                                              | 1.21   |
| 04月16日 | 誰是B罩杯假扮的辣妹?                                     | 劉真、陳德烈、朱芯儀、王婉霏、劉畊宏、小宇                                               | 1.23   |
| 04月23日 | 猜誰的好身材是偽裝的?                                    | 白白、張心傑、黃文華、侯昌明、沈玉琳、李千娜                                             | 1.26   |
| 04月30日 | 三位花美男中誰是女兒身?                                  | Kid、王子、仔仔、楊千霈、洪榮宏、柯有倫、周傳雄                                          | 1.24   |
| 05月7日  | 猜誰是國中身假扮的性感OL?                                | 海倫清桃、瑤瑤、Makiyo、史丹利、鄔禎琳                                                   | 1.33   |
| 05月14日 | 三位辣妹中誰是46歲的辣媽?!                               | 梁文音、Dream Girls、唐志中、陳亦飛、劉伊心                                              | 1.39   |
| 05月21日 | 誰是白雪公主塗黑假扮的黑美人?!                           | 殷琦、郭世倫、小鐘、楊青倩、綠茶                                                         | 1.24   |
| 05月28日 | 誰是B罩杯偽裝的性感美女?                                 | 白雲、辰亦儒、嚴爵、米可白、林佳陵、白一翔                                               | 1.04   |
| 06月4日  | 成熟國中生變性感OL!?                                     | Linda、郭彥甫、王尹平、班傑、佐藤麻衣                                                    | 1.03   |
| 06月11日 | 甜姐兒變身少男系女孩!?                                   | 菅野結以、Makiyo、袁艾菲、立威廉、戴君竹、劉薰愛                                         | 1.15   |
| 06月18日 | 猜誰是男兒身假扮的搖滾甜心?                              | 光良、何韻詩、NONO、胡盈禎、浪花兄弟、Lara                                               | 0.87   |
| 06月25日 | 運動美女變身夏日甜心，猜誰是運動白癡?                    | 謝和弦、林立雯、郭彥均、嚴立婷、商東茜                                                   | 1.05   |
| 07月2日  | 猜誰是四十二歲的辣媽?                                    | 張家寧、施易男、賀軍翔、王彩樺、GiGi、井柏然                                             | 0.78   |
| 07月9日  | 少女系男孩美艷大變身?!                                   | 林凡、郁可唯、陳德烈、艾力克斯、張克帆、小蠻、袁艾菲                                     | 0.97   |
| 07月16日 | 你猜得到誰是25歲OL嗎?!                                   | 草莓姐姐、蝴蝶姐姐、香蕉哥哥、鬼鬼、周曉涵、東于哲、洪都拉斯                             | 1.00   |
| 07月23日 | 猜誰是真正不修邊幅的御宅族?!                             | 沈玉琳、王思佳、左永甯、翁立友、黃思婷、小蜜桃姐姐、SD5                                  | 1.03   |
| 07月30日 | 本集沒有此單元                                           | JR、何姵蓓、小鬼、寶媽、曲家瑞、junior                                                   | 1.13   |
| 08月6日  | 猜誰是十四歲國中美少女                                   | 陳奕、沈建宏、王心如、馬國賢、啾啾、小優                                                 | 1.16   |
| 08月13日 | 粗工變美女，猜誰不是從事粗重行業                         | Magic Power、嚴爵、梁赫群、吳怡霈、潘美辰                                                | 1.02   |
| 08月20日 | 本集沒有此單元                                           | 徐懷鈺、Joanna、孫國豪、劉伊心、班傑                                                     | 1.15   |
| 08月27日 | 猜誰卸妝後是大學生眼裡，差最大的靠妝美女                 | 鬼鬼、鳳小岳、李佳穎、吳克羣、MAKIYO、王瀅                                               | 1.41   |
| 09月3日  | 三位成熟高中生中，誰是28歲的辣媽                         | 卓文萱、張勛傑、小甜甜、焦糖哥哥、潘嘉麗                                                 | 1.24   |
| 09月10日 | 檳榔西施變身復古名媛，猜誰不是檳榔西施                   | JPM、張勛傑、廖語晴、謝佳東、劉伊心、羽庭                                                | 1.03   |
| 09月17日 | 運動甜心大變身 猜誰是假的運動員?!                        | Color、瑤瑤、王尹平、陳志強、中山路100號                                                 | 0.96   |
| 09月24日 | 那些年一起被追的女孩 高中校花 猜誰是25歲的辣媽?!         | 張棟樑、安心亞、郭彥均、梁一貞、阿本                                                     | 1.20   |
| 10月1日  | 猜誰卸妝後是50位鄉民眼裡 差最大的靠妝美女?               | 賀軍翔、丫頭、小薰、庭庭、蔣偉文、穆熙妍、Kevin、何超儀、基仔                            | 1.24   |
| 10月8日  | 黃臉婆變身氣質名媛 猜誰是高中生?                         | 豆花妹、丫子、唐志中、殷琦、刁揚                                                         | 0.87   |
| 10月15日 | 魚干女現身 誰是房間最需要被 大掃除的骯髒女?              | 曲家瑞、黃鐙輝、林立雯、薛嘯秋、東城衛                                                   | 1.05   |
| 10月22日 | 女教師變身性感野貓 猜45位評審最想成為哪位老師的學生?     | 周蕙、丁小芹、沈玉琳、徐小可、班傑                                                       | 1.06   |
| 10月29日 | 男子漢美女!!猜誰不是從事粗重行業?                        | 胡彥斌、薇琪、白雲、小Call、Lollipop-F                                                   | 0.93   |
| 11月5日  | 猜誰素顏是50位評審眼裡 差最大的靠妝美女?                 | 大元、張智成、郭鑫、瑤瑤、小隻的                                                         | 0.93   |
| 11月12日 | 美魔女大變身 猜誰是四十歲以上的辣媽?                     | 卓文萱、林可彤、路斯明、賴雅妍、小鐘、黑Girl                                             | 0.95   |
| 11月19日 | 成熟高中生變身小資女 猜誰是25歲小資女                    | 翁滋蔓、自由發揮、劉真、吳忠明、楊青倩                                                   | 1.05   |
| 11月26日 | 瘦身美女大變身 猜誰還沒減肥成功                          | BY2、袁詠琳、陳志強、A-Lin、黃靖倫                                                       | 0.71   |
| 12月3日  | 靠妝美人大變身 猜誰是現場50位觀眾心中差異最大            | 林育羣、鐘欣怡、羅時豐、劉伊心、李聖傑                                                   | 1.11   |
| 12月10日 | 美魔女大變身 猜誰可以受到50位評審的青睞                  | 豆花妹、林葉亭、馬國賢、方志友、吳亦帆、曹世輝                                           | 0.94   |
| 12月17日 | 蒼老臉女孩變身60度C復古美人 猜誰是50位評審心中蒼老臉NO,1 | 劉品言、林芯儀、沈玉琳、李愛綺、施文彬                                                   | 1.00   |
| 12月24日 | 半百美魔女大變身 猜誰讓35位評審最驚訝                    | 徐至琦、夏宇童、郭彥均、郭惠妮、大支                                                     | 0.95   |

### 2012年
| 日期     | 我變我變我變變變主題或其它單元                                             | 來賓                                                                         |
| 01月7日  | 靠妝美女大變身 猜誰是現場30位評審心中差異最大                              | 洪棠、趙正平、天天、王尹平、焦糖哥哥、丁小芹                                 |
| 01月14日 | 人工美女變身甜心芭比 猜誰是沒整型的純天然美女?                             | 溫昇豪、賴雅妍、艾力克斯、品冠、張杰                                         |
| 01月21日 | 本集沒有此單元                                                             | 沈玉琳、郭書瑤、黃鴻升、楊青倩、蔡黃汝、班傑、BY2、林育羣、卓文萱、郭鑫      |
| 01月28日 | 明星臉COPY本尊大變身 猜誰是現場50位評審公認最像的明星臉                    | 蝴蝶姊姊、小甜甜、董至成、陳淑芳、張秀卿                                     |
| 02月4日  | 蒼老臉高中生變身PartyQueen 猜誰其實是30歲熟女                              | 班傑、穆熙妍、殷琦、王子若、方順吉                                           |
| 02月11日 | 人工美女變身未來美人 猜誰是沒整過型的自然美女                              | APPLE、瑤瑤、郭鑫、蔡秋鳳、黃靖倫、戴愛玲                                    |
| 02月18日 | 女諧星變身性感女神 猜誰是現場35位評審心目中的冠軍                          | 方志友、陳語安、林可彤、小鐘、穆熙妍、鄒承恩                                 |
| 02月25日 | 卸妝美女大變身 猜四十位評審心中誰差異最大                                  | 瑪格莉特、葉復台、洪都拉斯、賴薇如、焦糖哥哥、果凍姐姐                       |
| 03月3日  | 半百美魔女回到少女時代 猜誰是真正的半百美魔女                              | 張書偉、許仁杰、秀琴、米可白、徐小可                                         |
| 03月10日 | 演藝圈乖乖女變身Bad Girl                                                   | 韋禮安、賈欣惠、曲家瑞、小甜甜、翁立友                                       |
| 03月17日 | 敗犬女藝人性感大解放                                                       | 柯有倫、秀琴、沈玉琳、房思瑜、楊淇、梁正群                                   |
| 03月24日 | 本集沒有此單元                                                             | 蔡燦得、侯昌明、寶媽、張兆志、小馬                                           |
| 03月31日 | 斯文男變身粗礦猛男                                                         | 蔡詩蕓、劉伊心、夏克立、瑤瑤、馬國賢、張喧棋                                 |
| 04月7日  | 本集沒有此單元                                                             | 小蝦、錢帥君、何妤玟、楊子儀、林利霏                                         |
| 04月14日 | 美麗小學生 成熟大變身                                                      | 巧克力、梁赫群、馮秉軒、張立東、歐漢聲、王尹平、丁國琳                       |
| 04月21日 | 骯髒女大變身                                                               | 趙之璧、班傑、大嘴巴、余筱萍、祝釩剛                                         |
| 04月28日 | 消防美女大變身                                                             | 吳怡霈、黃志瑋、王彩樺、陳志強、林凡                                         |
| 05月5日  | 清純老師變身火辣尤物                                                       | 陳德烈、殷琦、小甜甜、李依瑾、王子若                                         |
| 05月12日 | 模仿猜一猜。我變：美魔女回到十七歲。以貌取人                               | 江美琪、瑞莎、唐從聖、艾莉絲、亮哲。張克帆、穆熙妍、GiGi、Gino。             |
| 05月19日 | 本集沒有此單元                                                             | 丁噹、布丁姐姐、余秉諺、夏宇童、方炯鑌                                       |
| 05月26日 | 靠妝美女變身夢幻美人 猜誰在現場45位評審心中差異最大                        | 林采緹、方志友、唐志中、劉薰愛、林埈永                                       |
| 06月2日  | 本集沒有此單元                                                             | 周湯豪、賴薇如、劉品言、楊子儀、王俐人                                       |
| 06月9日  | 成熟國中生大變身 猜誰是28歲上班級                                          | 徐佳瑩、班傑、范瑋琪、小甜甜、張峰奇                                         |
| 06月16日 | 男子漢美女大變身 猜誰是偽裝的                                              | 王心恬、劉雨柔、阿杜、NONO、左永寧、陳德烈                                   |
| 06月23日 | 本集沒有此單元                                                             | 盧學叡、許仁杰、林可彤、沈玉琳、張棋惠、劉薰愛、吳品萱                       |
| 06月30日 | 本集沒有此單元                                                             | 宋米秦、郭鑫、白雲、萬瑋喬、林舒語、Kimberley                                |
| 07月7日  |                                                                            | 翁滋蔓、王尹平、八三夭樂團、阿Ben、瑤瑤                                      |
| 07月14日 | 單元：模王冠軍賽提前開打、模仿猜一猜、以貌取人。                           | 林俊逸、楊昇達、Echo、黃豪平、高山峰、大元、穆熙妍。George、林可彤、陳勢安。 |
| 07月21日 | 靠妝美女的睡衣party 猜誰是現場50位評審心中差異最大。以貌取人。假的不能真。 | 林俊逸、楊昇達、黃豪平、Echo、高山峰、大元、穆熙妍。賴薇如、班傑、張峰奇。   |
| 08月11日 | 單元：模仿猜一猜。以貌取人。假的不能真。                                   | 魏蔓、郭彥甫、小煜、Melody、張克帆、林凡。賴薇如、班傑、張峰奇。             |
| 08月18日 | 單元：模仿猜一猜。我變：E級棒美女大變身 猜誰是偽裝的？！。最終話致詞。     |                                                                              |

## 資料來源
- 中視無線臺《你猜你猜你猜猜猜》播出帶。

## 外部連結
- 你猜你猜你猜猜猜的Facebook專頁

## 電視節目變遷
| 中視 每周六22:00－24:00                         | 中視 每周六22:00－24:00                           | 中視 每周六22:00－24:00 |
| ----------------------------------------------- | ------------------------------------------------- | ----------------------- |
|                                                 | 你猜你猜你猜猜猜 （2011年3月12日－2012年8月18日） |                         |
| 我猜我猜我猜猜猜 （1996年7月4日－2011年3月5日） | 達人總動員 （2012年8月25日－2013年3月23日）       |                         |

| 8TV 每周日17:00－18:30 | 8TV 每周日17:00－18:30                             | 8TV 每周日17:00－18:30 |
| ---------------------- | -------------------------------------------------- | ---------------------- |
|                        | 你猜你猜你猜猜猜 （2011年5月1日 － 2012年8月26日） |                        |
| —                      | —                                                  |                        |